# Franz von Schober

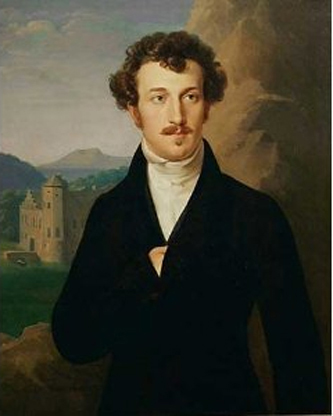
Schober vor Schloss Torup, Gemälde von Leopold Kupelwieser

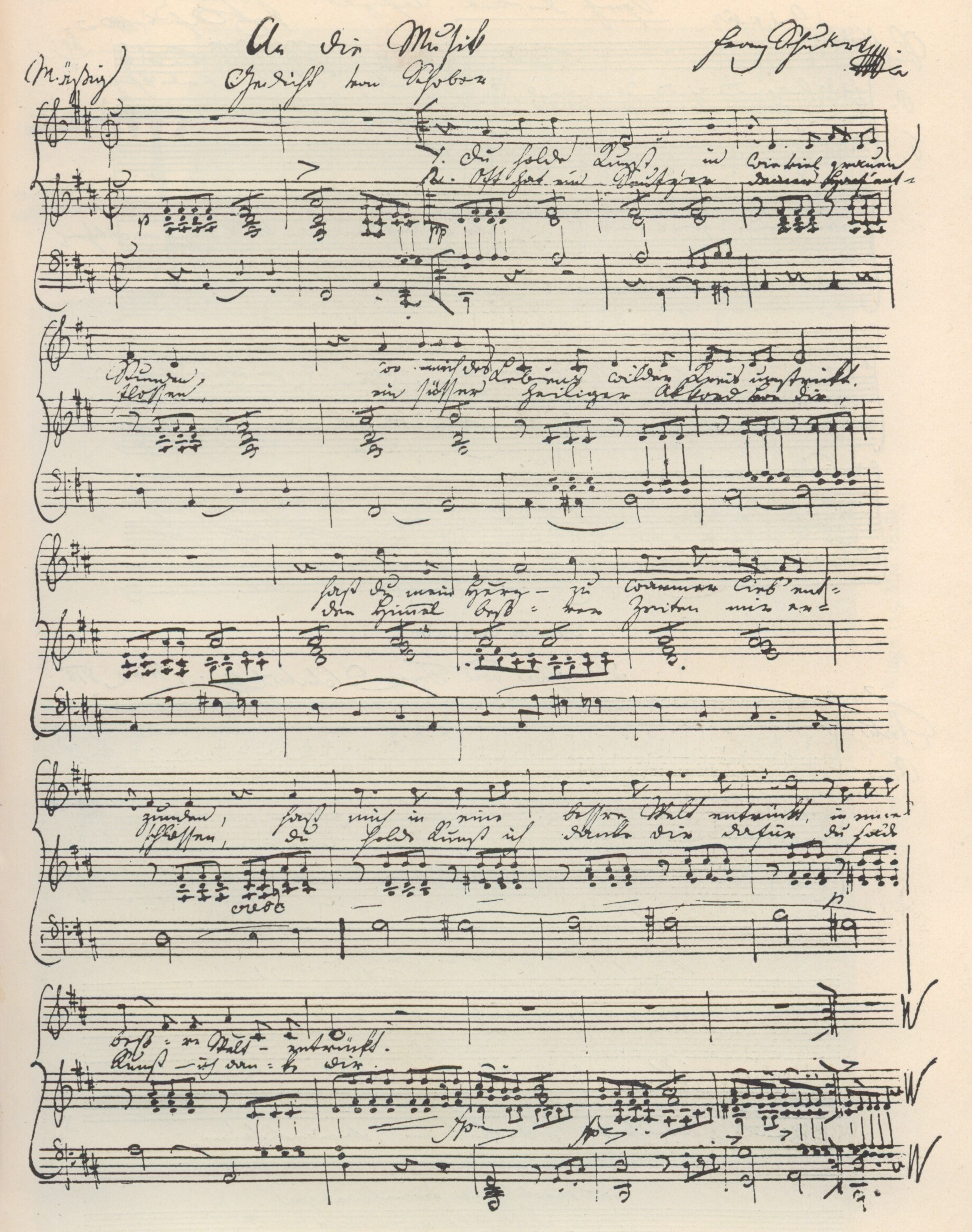
An die Musik – Schobers Gedicht in einer der autographen Niederschriften Schuberts

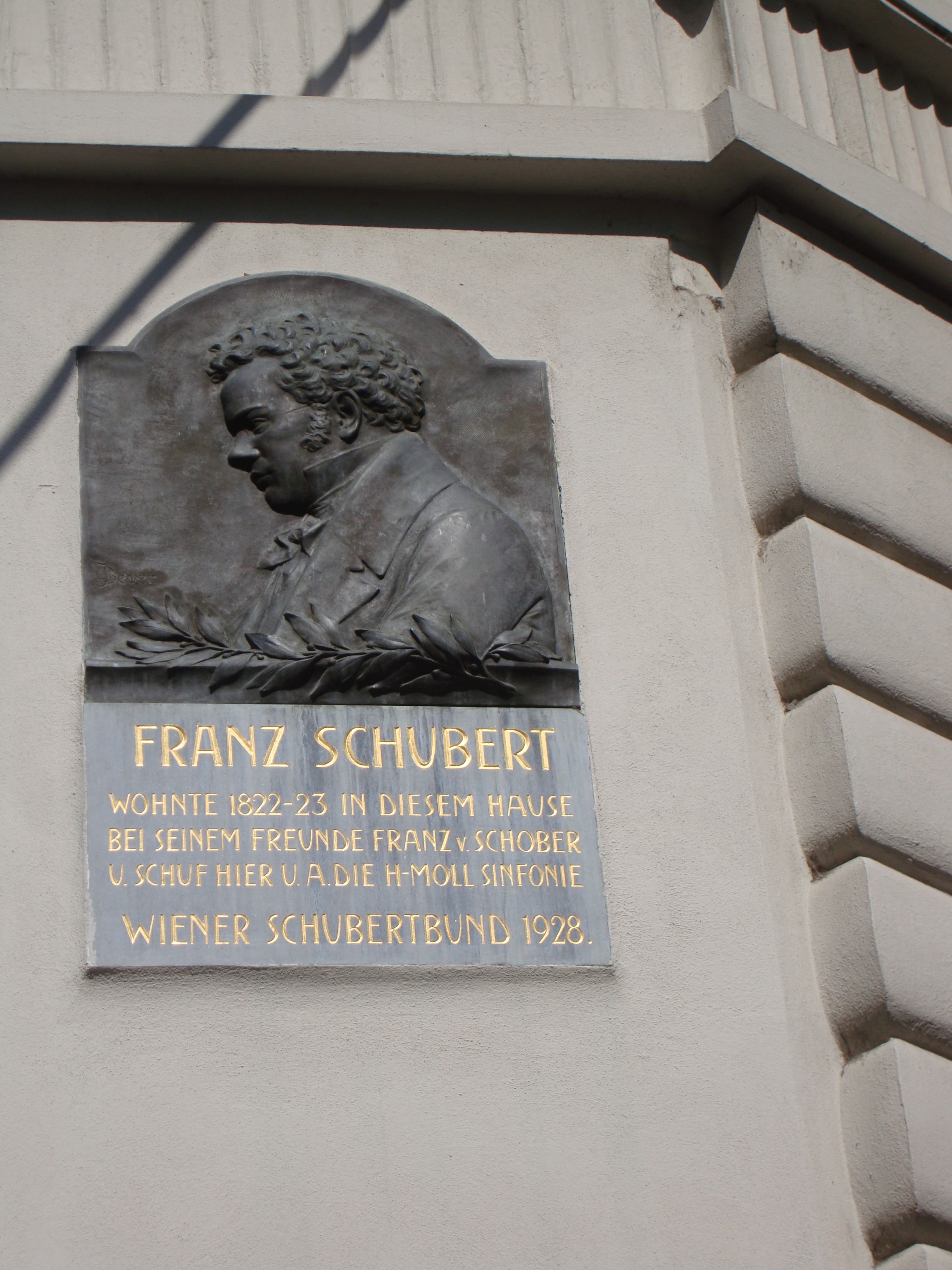
Gedenktafel für die Unvollendete D 759 und Schubert als Gast bei Schobers (1822) im Göttweiger Hof Wien in der Spiegelgasse

Franz Adolf Friedrich Schober, ab 1801 von Schober (* 17. Mai 1796 auf Schloss Torup bei Malmö, Schweden; † 13. September 1882 in Dresden) war ein österreichischer Dichter, Librettist und Lithograf sowie Schauspieler in Breslau und Legationsrat in Weimar.

## Leben
Franz Schober wurde als Sohn österreichischer Eltern in Schweden geboren, da sein Vater damals Güterverwalter in Schonen (Skåne) war. 1801 wurde die Familie in den österreichischen Adelsstand erhoben. Der Vater starb am 8. Februar 1802. Schobers Mutter, Katharina geb. Derffel (* 1762 in Baden bei Wien; † 1833 in Wien), kehrte mit Franz und seinen drei älteren Geschwistern Axel († 1817), Ludovica († 1812) und Sophie († 1825) – deren genaue Geburtsdaten bislang unbekannt sind – nach Österreich zurück.
Ab 1803 wurde Schober in der Salzmannschule Schnepfenthal erzogen. Seit 1806 lebte er in Österreich, besuchte das Wiener Akademische Gymnasium und ab 1808 das Stiftsgymnasium Kremsmünster. Ab 1815 wohnte er wieder in Wien. Dort nahm er zunächst an der Universität ein Philosophiestudium auf, das er aber nicht abschloss.
Noch in Oberösterreich befreundete er sich mit den Geschwistern von Spaun, in Wien dann auch mit Johann Mayrhofer, Johann Chrysostomus Senn, Leopold Kupelwieser, Franz von Bruchmann, Franz Schubert, Moritz von Schwind, Eduard von Bauernfeld und Ernst von Feuchtersleben sowie später bei deren Wien-Aufenthalten u. a. mit Ottilie von Goethe und ihren Kindern, so mit Walther von Goethe.
Noch zur Zeit seiner später gelösten Verlobung mit Franz von Bruchmanns Schwester Justina trat Schober 1823 bis 1825 in Breslau – während seines Engagements bei Gottlob Benedict Bierey als Schauspieler unter dem Pseudonym „Torupson“ – nicht nur u. a. mit Richard Wagners älteren Geschwistern Albert und Luise und Heinrich Schmelka auf der Bühne auf, sondern kam auch in regen Kontakt zu dem Journalisten Karl Schall sowie zu Johann Theodor Mosewius, Karl Witte und Antonio Mayer aus dem Umfeld von Carl von Holtei und Eugen von Vaerst. Gleichfalls in Breslau wurde er von Ferdinand Eßlairs Tochter Hedwig und Marie, der Frau des (Glas-)Malers Albert Höcker, abgöttisch verehrt.
1826 bis 1829 leitete Schober das Lithographische Institut in Wien. Er war Gesellschafter und Erzieher bei der Familie von Leo Graf Festetics im ungarischen Tolna, Reisebegleiter von Franz Liszt und initiierte, dass die Fresken in der Wartburg von Schwind gestaltet wurden. Ab 1856 war er mit der Jugendschriftstellerin Thekla von Gumpert verheiratet, von der er aber bereits ab 1860 wieder getrennt lebte.
Schobers auf verschiedene Sammlungen in Wien, Hamburg und Weimar verteilter Nachlass stellt eine der wichtigsten Quellen zur Biographie von Franz Schubert und Moritz von Schwind dar. Mit deren ersten Biographen Heinrich Kreißle von Hellborn und Hyacinth Holland stand er seit 1861 beziehungsweise 1871 in stetem Kontakt.

## Vertonte Gedichte
Schober schrieb zahlreiche, teils von Schubert vertonte Gedichte – darunter An die Musik sowie Jägers Liebeslied – sowie 1821 das Libretto zu Schuberts Oper Alfonso und Estrella. Auch Liszt und andere Komponisten vertonten Texte von ihm.

## Veröffentlichungen (Auswahl)
- Gedichte (1842) archive.org
- Gedichte (1865) archive.org